# پیمانه

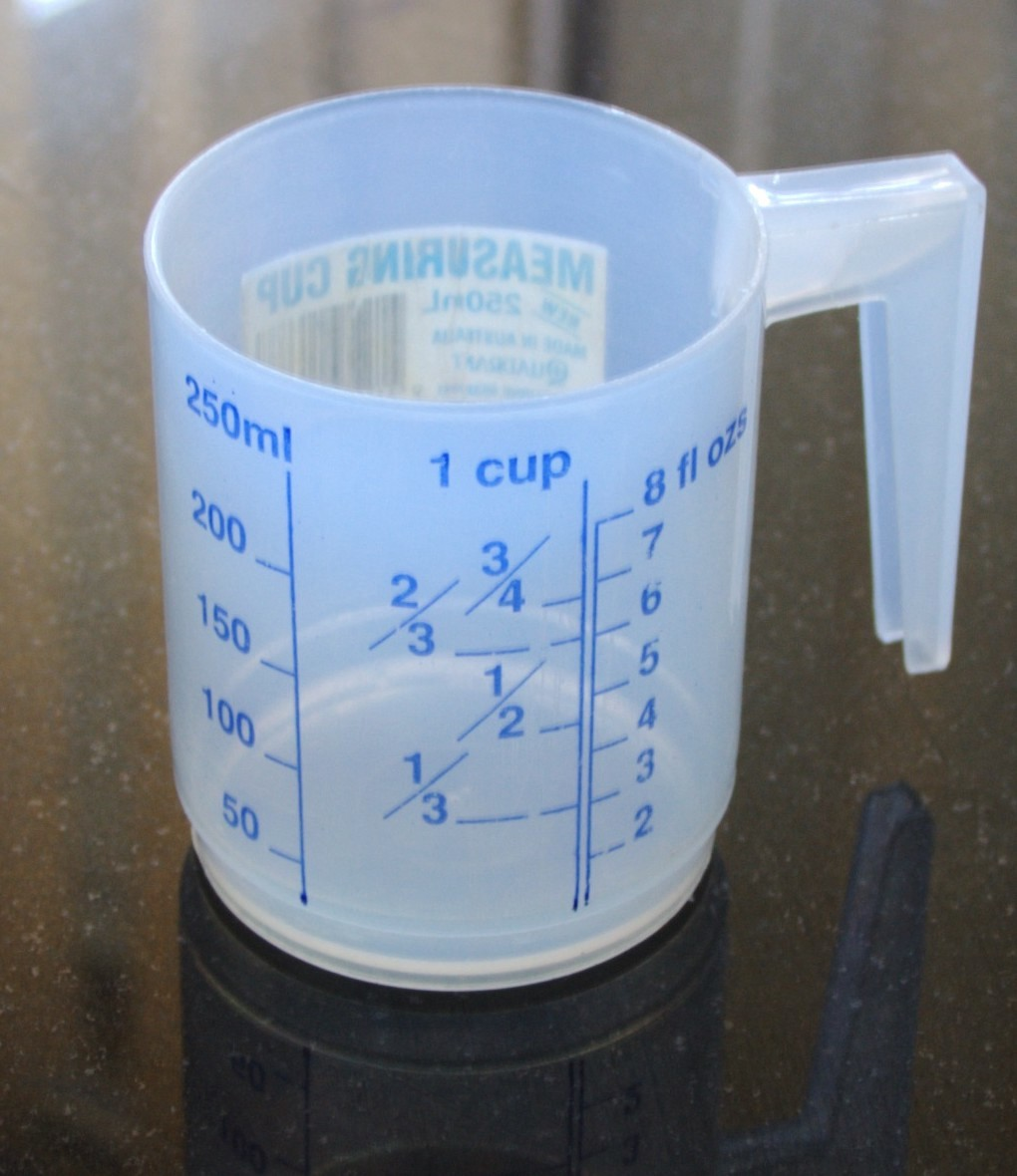
یک پیمانه پلاستیکی

پیمانه ظرفی است که برای اندازه‌گیری مایعات و موادغذایی خشک در آشپزی بکار می‌رود. معمولاً این اندازه‌گیری به عنوان یک واحد رسمی در پخت‌وپز استفاده می‌شود. این نوع اندازه‌گیری برای دقت در بکار بردن دستور غذا است و به عنوان یک واحد اندازه‌گیری برای فروش موادغذایی بکار نمی‌رود.
کشورهای مختلف از پیمانه‌های متفاوتی استفاده می‌کنند. هیچ توافق بین‌المللی‌ای در مورد حجم یک پیمانه وجود ندارد و یک پیمانه گنجایشی از ۲۰۰ تا ۲۸۴ میلی لیتر ممکن است داشته باشد. پیمانه برای اندازه‌گیری گرم نیست زیرا وزن مواد مختلف با وجود حجم یکسان با یکدیگر متفاوت است.

## در کشورهای مختلف
در اتحادیه کشورهای همسود مانند کانادا، استرالیا، نیوزیلند، شبه‌قاره هند، آفریقای جنوبی، ...) و آمریکای لاتین و لبنان یک پیمانه ۲۵۰ میلی لیتر گنجایش دارد. این مقدار با ۱۶ قاشق غذاخوری استاندارد (گنجایش ۱۵ میلی لیتر) برابراست.
یک پیمانه در کشور آمریکا ۲۴۰ میلی لیتر گنجایش دارد.
در کشور ژاپن پیمانه‌های امروزی برای پخت‌وپز، ۲۰۰ میلی لیتر گنجایش دارند. در واحد اندازه‌گیری سنتی ژاپنی پیمانه‌ای چوبی و چهارگوش به نام گو برای اندازه‌گیری برنج و ساکی وجود دارد که گنجایش آن ۱۸۰ میلی لیتر است. پیمانه‌های برنج که امروز در سراسر دنیا وجود دارد نیز از این واحد پیروی می‌کنند که ۱۸۰ میلی‌لیتر معادل ۱۲۵ گرم برنج گنجایش دارد که تقریباً وعده غذای یک نفر است.
در ایران گنجایش یک پیمانه به‌طور رسمی تعریف نشده‌است و در منابع مختلف دو گنجایش به چشم می‌خورد. در برخی از منابع به نقل از ماهنامه هنر آشپزی گنجایش یک پیمانه ۲۵۰ میلی لیتر تعریف شده‌است.
در برخی دیگر از منابع گنجایش یک پیمانه ۲۰۰ میلی لیتر تعریف شده‌است. در برخی دیگر نیز نام پیمانه در دستور غذایی آمده‌است اما هیچ تعریفی از گنجایش پیمانهٔ مورد نظر ارائه نشده‌است.